# Nicolas de Brecey
Nicolas Bruno de Brecey né à Brecey (Manche) le 25 janvier 1737, mort à Saint-Malo (Ille-et-Vilaine) le 26 juillet 1815,  est maire de Saint-Malo entre  1795-1797 et 1801-1808.

## Biographie
Nicolas Bruno est le fils de Claude de Brecey et de Madeleine Tranqueray issu d'une très vieille famille noble originaire de Brecey près d'Avranches dans l'actuel département de la Manche. Notaire Lieutenant de juridiction en 1770 et Avocat au Parlement . Il s'implante à Saint-Malo lors de son mariage le 6 décembre 1779 avec Françoise Nicole Pallud fille  d'un négociant malouin Jean-François Pallud sieur du Plessis et veuve du captiaine Patrice Astruc (1726-1774).
Sous l'Ancien Régime il exerce les fonctions de Juge lieutenant du Chapitre de la cathédrale et de procureur fiscal du régaire. Sous le Directoire il devient président du tribunal  de Saint-Malo et exerce la magistrature municipale comme Président du conseil municipal, après l'exclusion Laurent Louvel, en novembre 1795 jusqu'au 5 novembre 1797.  Jugé trop modéré il est destitué à son tour et remplacé par Louis Pierre Martin.
Nommé maire une seconde fois par décret du 10 février 1801 après la démission de Charles Augustin Étienne Dolley il est confirmé par le Premier Consul  le 14 mars de la même année. Il entre en conflit pendant son mandat avec le Conseil Municipal qui lui reproche de « résider en permanence à la campagne » et il doit se démettre le 18 mars 1808.